# Cusick (Washington)
Cusick je gradić u američkoj saveznoj državi Washington. Prema popisu stanovništva iz 2010. u njemu je živjelo 207 stanovnika.